# Климов, Андрей Андреевич
Андрей Андреевич Климов (1 сентября 1922 — 18 июня 2015) — советский и российский балетмейстер, балетный педагог, профессор Московского государственного института культуры, народный артист РСФСР (1973), лауреат Сталинской премии (1952).

## Биография
В 1930 г. поступил в Московское хореографическое училище при Большом театре, в 1940 году — в Государственный русский народный хор им. М. Е. Пятницкого, где был солистом танцевальной группы до 1963 г.
В годы Великой Отечественной войны с коллективом хора им. Пятницкого выступал перед воинами на фронтах и в тылу, в госпиталях и в цехах оборонных заводов. Участник приёма и концерта в Кремле в честь парада Победы.
С 1963 г. становится преподавателем русского танца в Московском академическом хореографическом училище при Большом театре.  Создал русско-классическое отделение, которым руководил до 1975 г.
В 1971 г. закончил театроведческое отделение Государственного института театрального искусства им. А.В. Луначарского. С 1975 по 2004 гг. работал балетмейстером-постановщиком в Академическом хоре русской песни Гостелерадио СССР.
С 1969 г. работал в Московском государственном университете культуры и искусств, сначала преподавателем русского народного танца, с 1986 г. – профессором. В 2002 г. ему было присвоено звание почетного профессора.
Являлся членом и председателем жюри Всесоюзных и республиканских конкурсов (III, IV и V Всесоюзные конкурсы артистов эстрады), неоднократно выступал в качестве главного балетмейстера-постановщика в Кремлёвском Дворце съездов, в Большом театре.
Создатель уникального учебного кинокурса «Русский народный танец», разработанного по заказу Министерства культуры СССР. Автор учебника «Основы русского народного танца» для студентов высших учебных заведений культуры и искусств, награждённого Большой бронзовой медали ВДНХ на смотре конкурсов учебников для высших учебных заведений в 1980-1981 гг.
Дочь Светлана Климова (ум. 2024), была солисткой ансамбля «Берёзка».
Скончался 18 июня 2015 года на 93-м году жизни.

## Награды и звания
- Орден Почёта (27 ноября 1995 года) — за заслуги в области музыкального искусства и многолетнюю работу в Академическом хоре русской песни Российской государственной телерадиокомпании «Останкино»[1].
- Орден Трудового Красного Знамени (1961).
- Медаль «За доблестный труд. В ознаменование 100-летия со дня рождения Владимира Ильича Ленина» (1970).
- Медаль «За доблестный труд в Великой Отечественной войне 1941-1945 гг.» (1946).
- Медаль «За оборону Москвы».
- Медаль «В память 800-летия Москвы» (1948).
- Медаль «В память 850-летия Москвы» (1997).
- Народный артист РСФСР (1973).
- Заслуженный артист РСФСР (1957).
- Сталинская премия первой степени (1952) — за концертно-исполнительскую деятельность в хоре имени М. Е. Пятницкого.
- Благодарность Президента Российской Федерации (13 ноября 2003 года) — за большой вклад в развитие отечественного хореографического искусства[2].